# Хораюган
Хораюган (устар. Хора-Юган) — река в Шурышкарском районе Ямало-Ненецкого АО. Образуется слиянием левого истока Ун-Хораюган и правого — Ай-Хораюган. Длина реки составляет 5 км, устье находится в 322 км от устья реки Куноват по левому берегу.

## Данные водного реестра
По данным государственного водного реестра России относится к Нижнеобскому бассейновому округу, водохозяйственный участок реки — Обь от впадения реки Северная Сосьва до города Салехард, речной подбассейн реки — бассейны притоков Оби ниже впадения Северной Сосьвы. Речной бассейн реки — (Нижняя) Обь от впадения Иртыша.